# Idarcturus platysoma
Idarcturus platysoma är en kräftdjursart som beskrevs av Barnard 1914. Idarcturus platysoma ingår i släktet Idarcturus och familjen Arcturidae. Inga underarter finns listade i Catalogue of Life.